# Hendrella
Hendrella is een geslacht van insecten uit de familie van de Boorvliegen (Tephritidae), die tot de orde tweevleugeligen (Diptera) behoort.

## Soort
- H. winnertzi (Frauenfeld, 1864)